# Montegabbione
Montegabbione is een gemeente in de Italiaanse provincie Terni (regio Umbrië) en telt 1270 inwoners (31-12-2004). De oppervlakte bedraagt 51,3 km², de bevolkingsdichtheid is 25 inwoners per km².
Binnen de gemeente ligt de frazione Montegiove.

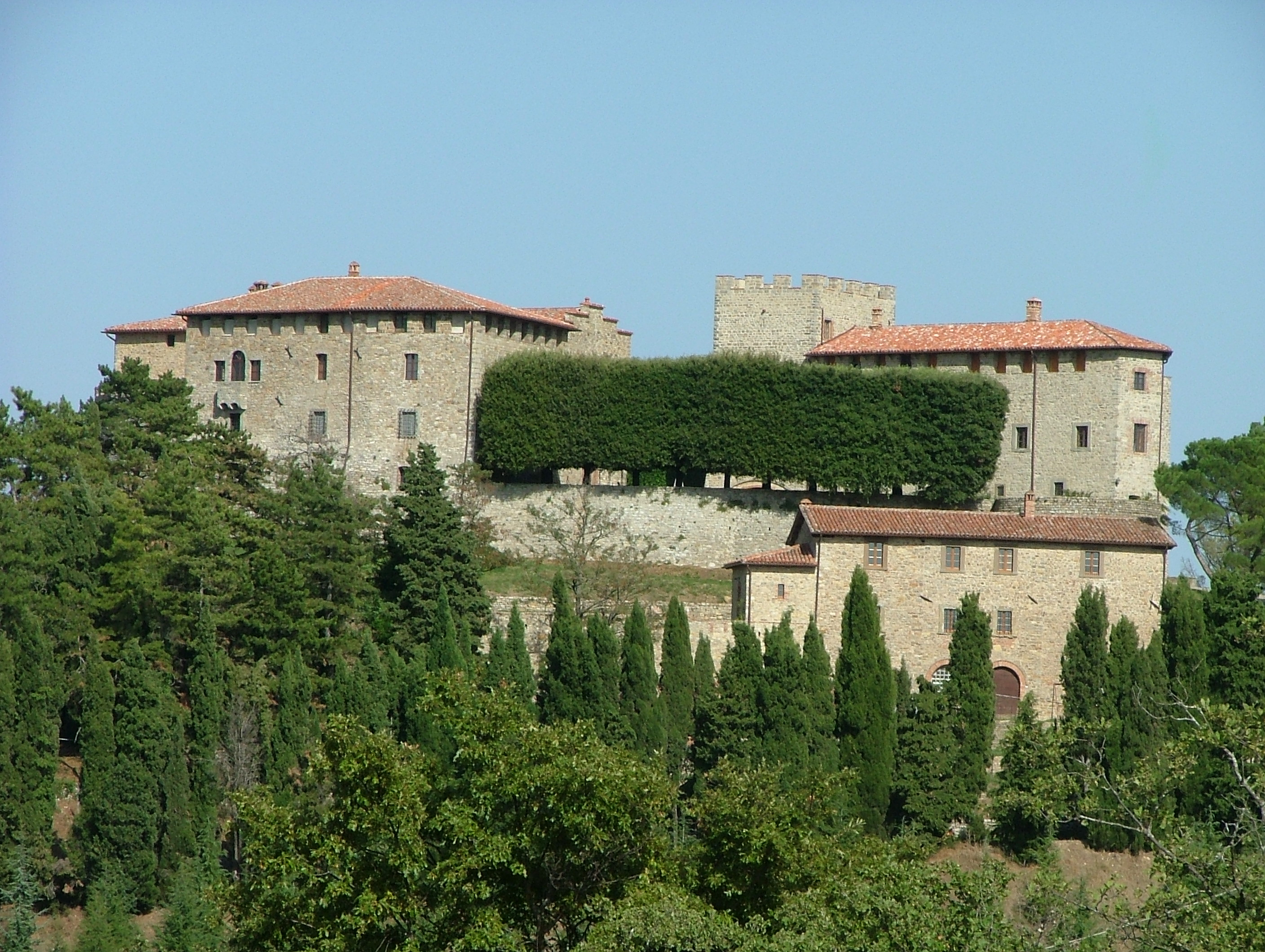
Kasteel van Montegabbione
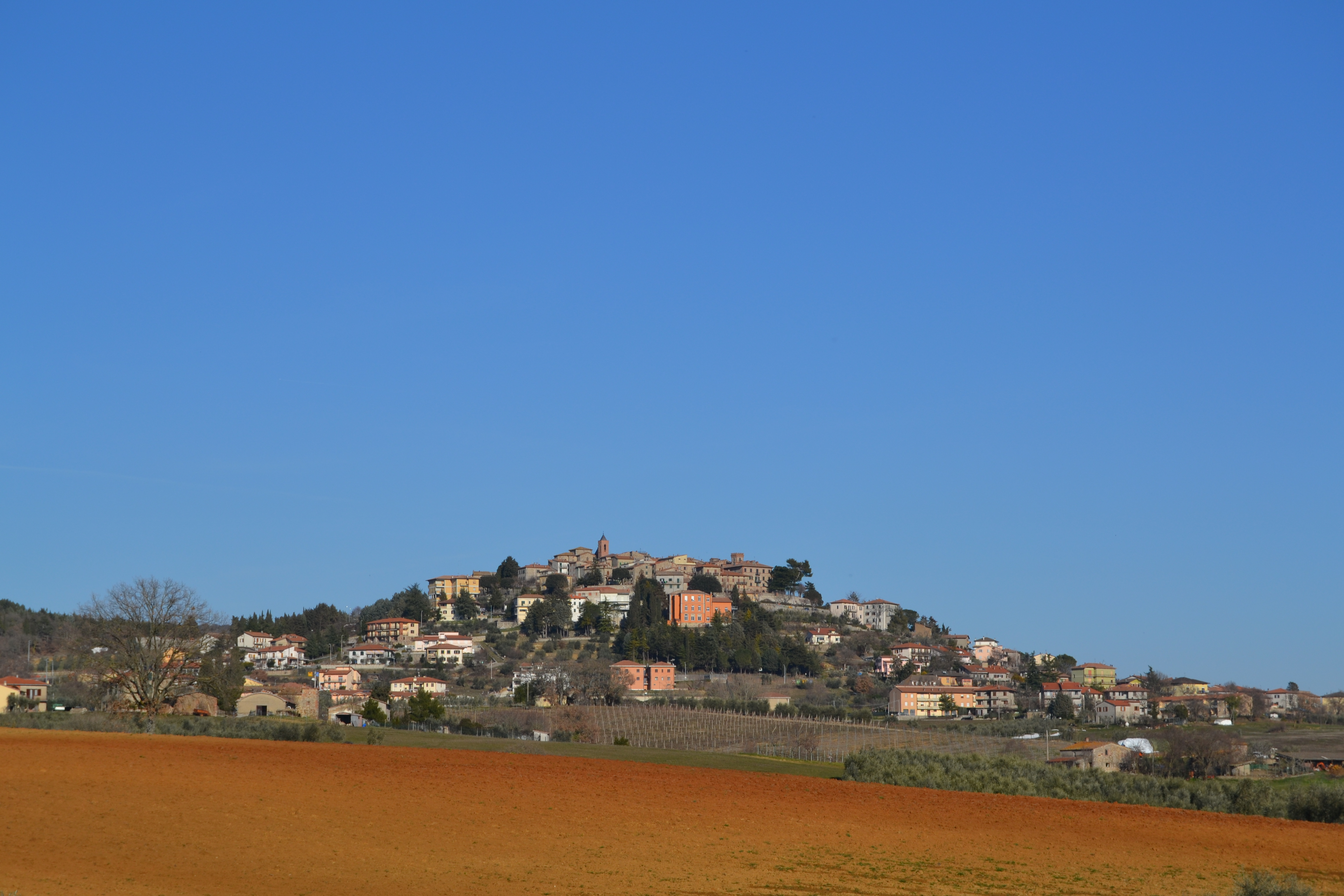
Montegabbione

## Demografie
Montegabbione telt ongeveer 527 huishoudens. Het aantal inwoners daalde in de periode 1991-2001 met 1,8% volgens cijfers uit de tienjaarlijkse volkstellingen van ISTAT.
| Jaar | Inwoneraantal |
| ---- | ------------- |
| 1991 | 1264          |
| 2001 | 1241          |

## Geografie
De gemeente ligt op ongeveer 594 m boven zeeniveau.
Montegabbione grenst aan de volgende gemeenten: Fabro, Ficulle, Monteleone d'Orvieto, Parrano, Piegaro (PG), San Venanzo.